# Дакотская жаба
Дакотская жаба (Anaxyrus hemiophrys) — вид американских жаб из семейства Bufonidae.
Общая длина достигает 5,6—7,9 см. Наблюдается половой диморфизм — самки немного крупнее самцов. Голова среднего размера. Присутствуют большие межорбитального гребни, они узкие. Отсутствуют зубы. Глаза с горизонтальными зрачками. На теле отчётливо выражен гребень. Кожа бородавчатая. Бугорки также присутствуют на голенях. Окраска преимущественно коричневая со светлыми полосами на спине и тёмными пятнами по бокам.
Любит саванны, прерии. Способна рыть норы и ходы — до 0,5 м. При рытье нор перемещает за год около 2407 м³ грунта. Прекрасно плавает и ныряет — до 42 см глубиной. Активна днём. Питается насекомыми, жуками, пауками, муравьями, пчёлами, осами и пилильщиками. В спячку впадает в конце августа. Зимует в норах. С зимовки выходит в конце апреля-начале мая. Половозрелые просыпаются раньше молодых особей, а самцы и самки одновременно.
Самка откладывает яйца в мелководье, где самец оплодотворяет их своей спермой. За один раз бывает до 6000 яиц. За сезон самка делает 2—3 такие кладки. Метаморфоз головастиков продолжается 7—11 недель. После метаморфоза детёныш достигает 3,1 мм.
Вид распространён в США (штаты Монтана, Северная Дакота, Южная Дакота) и Канаде (провинции Северо-Западные территории, Альберта, Саскачеван, Манитоба, Онтарио).